# Ottília Borbáth
Ottília Borbáth (n. 26 noiembrie 1946, Târgu Mureș, România) este o actriță maghiară de teatru și film, originară din România. A făcut parte din trupele Teatrului Maghiar de Stat din Sfântu Gheorghe (1968-1971) și Teatrului de Stat din Târgu Mureș (1971-1979), iar în 1979 a emigrat în Ungaria, unde a jucat pe scenele mai multor teatre maghiare atât din Budapesta, cât și din provincie.

## Biografie
S-a născut la 26 noiembrie 1946 în orașul Târgu Mureș din România, în familia medicului maghiar Andor Borbáth (1912-2000) și a soției sale, Anna Balázs. A crescut la Târgu Mureș, călătorind în fiecare sfârșit de săptămână la Cluj, unde locuia bunica sa. A urmat studii la Institutul de Teatru „Szentgyörgyi István” din Târgu Mureș (1964-1968), avându-i colegi de promoție pe Márta Bálint, Tibor Bogdán, András Győry, Miklós Jancsó, Elemér Kincses, Klára Kovács, Márton Laczi Papp și Mária Rácz. După absolvirea studiilor a fost repartizată ca actriță la Teatrul Maghiar de Stat din Sfântu Gheorghe (1968-1971), iar apoi, după trei ani, s-a transferat la Teatrul de Stat din Târgu Mureș (1971-1979).
În octombrie 1979 a emigrat în Ungaria, ca urmare a faptului că-și dorea să joace la un teatru maghiar mai important decât cel din Târgu Mureș, mai ales la un teatru budapestan. A activat ca actriță la Teatrul „Katona József” din Kecskemét (1979-1987), jucând, în paralel, alături de Gábor Harsányi, în trei piese într-un singur act de Cehov pe scena singurului teatru independent din Budapesta, Hököm Színház (azi Teatrul Karinthy). A fost angajată apoi timp de un an la Teatrul Național din Pécs (1987-1988), după care a semnat un contract cu Teatrul Jurta din Budapesta (1988-1991). Această decizie s-a dovedit neinspirată, deoarece activitatea artistică a teatrului Jurta nu a avut succes. Ca urmare a acestei situații, Ottília Borbáth s-a întors în 1991 la Teatrul „Katona József” din Kecskemét, dar în anul 1995 a fost inclusă într-un grup de 20 de actori care au fost disponibilizați de noua conducere a teatrului.
Începând de atunci a lucrat ca actriță independentă. În același an a fost angajată pentru cinci sezoane la Teatrul „Jászai Mari” din Tatabánya. A jucat apoi în spectacolele puse în scenă de mai multe companii teatrale, inclusiv de trupa itinerantă de teatru Pesti Művészszínház (printre care Contesa Marița, Az asszony körbejár, Mágnás Miska și Kaviár és lencse). În septembrie 2009 a devenit membră a trupei Spirit Színház, pentru care a interpretat rolul psiholoagei maghiare Alaine Polcz într-o versiune scenică monodramatizată a romanului O femeie pe front (Asszony a fronton, 1991).
Ottília Borbáth a desfășurat o bogată activitate ca actor de teatru și a interpretat atât roluri principale, cât și roluri secundare de compoziție. Arta sa se caracterizează printr-un stil de joc intelectual, de susținere. Printre rolurile interpretate se numără Rozika din Chef boieresc de Zsigmond Móricz, fata din Visele de pe muntele Gellért de Ferenc Karinthy,  Nelli din Iubire de Lajos Barta, regina Gertrudis din Banul Bánk de József Katona, Hippolyta din Visul unei nopți de vară de William Shakespeare, Bettina Clausen din În amurg de Gerhard Hauptmann, Willie din Proprietate condamnată de Tennessee Williams, fata vitregă din Șase personaje în cautarea unui autor de Luigi Pirandello, Temple Drake din Requiem pentru o călugăriță de William Faulkner și Albert Camus, Galia din Aici zorile sunt liniștite de Boris Vasiliev și Antigona din piesa omonimă a lui Sofocle. A jucat, de asemenea, în numeroase filme și a devenit cunoscută telespectatorilor maghiari îndeosebi pentru rolul Irmá Gál din serialul de televiziune Barátok közt (2016-2018).
Potrivit presei române de cancan, Ottília Borbáth a avut o relație de dragoste cu Florin Piersic, înainte ca actorul să o întâlnească pe Anna Széles.

## Roluri în teatru

### Ca Ottília Borbáth
Numărul rolurilor interpretate potrivit evidențelor teatrale este de 59.
- Jean Anouilh: Thomas Becket sau onoarea lui Dumnezeu — Regina/Regina-mamă
- Alan Ayckbourn: Bedroom Farce
- Lajos Barta: Iubire — Nelli / Böske, fiica soților Szalay
- Beaumarchais: Nunta lui Figaro
- Imre Bencsik: Pillanatnyi pénzzavar — Edit
- Anton Cehov: Cerere în căsătorie — Natalia
- Anton Cehov: Ursul — Popova
- László Csiki: Bunicul vrea să vă vadă — soția
- Bernardo Dovizi da Bibbiena: Calandria — Fulvia
- Alexandre Dumas: Kean — Elena Koefeld
- Endre Fejes: Az angyalarcú — Tinka
- Georges Feydeau: O fată de la Maxim — doamna Petypon
- Nikolai Gogol: Căsătoria — Agafia Tihonovna
- Carlo Goldoni: Gâlcevile din Chioggia — Orsetta
- Carlo Goldoni: Hangița — Actrița
- Aleksandr Griboedov: Prea multă minte strică — Liza
- Mária Hedry: Kukamese — mama Komposzt
- Ferenc Herczeg: Bizánc — Zenóbia
- Gyula Hernádi: Drakula — Drakula D.
- Miklós Hubay: Egy faun éjszakája, avagy hová lett a rózsa lelke? — Emy
- Gyula Illyés: Extravagantul — doamna Lajos Batthyány
- Mór Jókai: Fiii omului cu inima de piatră — Alfonsine / Antoinette Plankenhorst
- Ferenc Karinthy: Visele de pe muntele Gellért — fata
- József Katona: Banul Bánk — regina Gertrudis
- József Katona: Ziska vagyis a husziták első pártütése Csehországban — fiica lui Ziska
- Imre Kálmán: Violeta din Montmartre
- Sándor Kányádi: Négyszemközt estefelé — Doamna
- Ákos Kertész: Zi onomastică — Juli
- Imre Madách: Tragedia omului — Éva / londoneză
- Zsigmond Móricz: Chef boieresc — Rozika
- Zsigmond Móricz: Rubedeniile — Magdaléna
- John Murrell: Sarah Bernhardt sau Strigătul langustei — Sarah Bernhardt
- István Nemeskürty: Hantjával ez takar — Juci
- József Nyirő: Jézusfaragó ember — Anikó
- Szilveszter Ördögh: Kapuk Thébában — Iocasta
- István Örkény: Căutători de chei — Erika
- István Örkény: Joc de pisici — Ilus; Giza
- Géza Páskándi: A vigéc — Margit
- Géza Páskándi: Átkozottak — Konstancia
- Géza Páskándi: Az ígéret ostroma, avagy félhold és telihold — Panka
- Géza Páskándi: Isten csalétkei - II. Rákóczi Ferenc — contesa Pálffy
- Zsolt Pozsgai: Ha megjön Kabos — mama Polláck
- Zsolt Pozsgai: Szerelem bolondulásig
- Friedrich Schiller: Intrigă și iubire — doamna Miller
- Éva Schubert – Károly Horváth: Piaf Piaf
- William Shakespeare: Regele Lear — Goneril
- Sofocle: Antigona — Antigona
- Magda Szabó: Szent Bertalan nappala — Regina
- Károly Szakonyi: Kardok, kalodák — Katalin Mecséry
- László Tolcsvay: Szép magyar komédia — Galathea
- Ottó Tolnai: Izéke homokozója, avagy a mammuttemető
- János Vaszary: Ma éjjel szabad vagyok — Adél
- Antal Végh: Epizódok egy helytartó életéből — femeia
- Mihály Vörösmarty: Csongor și Tünde — Hârca (Mirígy), vrăjitoare / Ilma, soția lui Balga

### Ca Ottilia Borbáth
Numărul rolurilor interpretate potrivit evidențelor teatrale este de 15.
- Népliget-story
- Hans Christian Andersen: Mica sirenă — Ursula
- Árpád Göncz: Mérleg — Femeia
- Árpád Göncz: Rácsok — Doctorița
- Frații Grimm: Suszter és a karácsonyi manók — doamna Suszter
- Gerhard Hauptmann: În amurg — Bettina Clausen
- Ödön von Horváth: Povestiri din Pădurea Vieneză — Valéria
- Jenő Huszka: Lili bárónő — contesa Agatha Illésházy
- Ken Kesey – Dale Wasserman: Zbor deasupra unui cuib de cuci — sora Ratched
- William Somerset Maugham – Gábor Nádas – Iván Szenes: Ador să mă mărit — doamna Shuttleworth
- Molière: Tartuffe — doamna Pernelle
- Zsigmond Móricz: Fii bun până la moarte — Misi Nyilas / doamna Doroghy
- William Shakespeare: Visul unei nopți de vară — Hippolyta

### Alte roluri
- Spectacol aniversar în cinstea artistei emerite Margit B. Kőszegi (1975)
- Mihail Bulgakov: Cabala bigoților — Armande Béjart Molière, actriță
- Ion Luca Caragiale: O noapte furtunoasă — Spiridon
- Anton Cehov: Trei surori — Natalia
- William Faulkner – Albert Camus: Requiem pentru o călugăriță — Temple Drake
- Paul Ioachim: Nu suntem îngeri — Ada
- Alexandru Kirițescu: Gaițele — Fräulein
- Eugène Labiche – Marc-Michel: Pălăria florentină — Hélène
- Corneliu Leu: Femeia fericită — Ileana
- Zsigmond Móricz: Nu pot trăi fără muzică — Biri
- Zsigmond Móricz: Pasărea mică — Menci
- László Németh: Hetedik Gergely — Matild
- Branislav Nușici: Doctor în filozofie — Klara
- Luigi Pirandello: Șase personaje în cautarea unui autor — fata vitregă
- Sarolta Raffai: Titrații — Rita, soția medicului Kálmán
- András Sütő: Bocet vesel pentru un fir de praf rătăcitor — Erzsi, fiica lui Károly Fügedes
- Lajos Szabó: Fidelitate — Angéla, inginer, soția lui Béla
- Mircea Ștefănescu: Micul infern — secretara
- Boris Vasiliev: Aici zorile sunt liniștite — Galia Cetvertak
- Petru Vintilă: Cine ucide dragostea — Olguța, studentă la Facultatea de Medicină
- Tennessee Williams: Noaptea iguanei — Hilda
- Tennessee Williams: Această casă se va dărâma — tânăra Willie
- Paul Zindel: Efectul razelor gamma asupra anemonelor — Tillie

## Filmografie

### Filme de cinema
- Zodia Fecioarei (1967)
- Frumoasele vacanțe (1968) — Piri
- Cianura... și picătura de ploaie (1978) — Dora Vasilescu, dansatoare la barul de noapte „Atlantic”
- Kabala (1982)
- Szeretők (1983)
- Megfelelő ember kényes feladatra (1984)
- A nagy generáció (1985)
- A rejtőzködő (1985)
- Valahol Magyarországon (1987)
- Jézus Krisztus horoszkópja (1988)
- Az operaház fantomja (1989)
- Ismeretlen ismerős (1989)
- Az utolsó nyáron (1991)
- Üvegtigirs (2001)
- Mrs. Ratcliffe forradalma (2007)
- Kaméleon (2008)

### Filme de televiziune
- A legnagyobb sűrűség közepe (1981)
- Faustus doktor boldogságos pokoljárása (1982)
- A béke szigete (1983)
- Postarablók (1985)
- Kémeri (1985)
- Linda (1986)
- Nyolc évszak (1987)
- A tanítónő (1988)
- Családi kör (1989-1990)
- Égető Eszter (1989)
- Halállista (1989)
- Szomszédok (1992)
- Családi album (2000)
- Szeress most! (2004)
- Tűzvonalban (2008)
- A katedrális (2010)
- Jóban Rosszban (2010-2012, 2021)
- A néma szemtanú (2011)
- Zsaruk (2015)
- Barátok közt (2016-2018) — Irmá Gál
- A mi kis falunk (2019)
- Jófiúk (2019)

## Dublaj de voce
- Proscrisul (1943): Guadalupe, mătușa lui Rio McDonald — Mimi Aguglia
- Incoruptibilii (1987): mama din gară — Melody Rae
- Antonia - Tränen im Paradies (2003): contesa Alexandra von Ahrendorff — Martina Servatius
- Rața de un milion de dolari (1971): Eunice Hooper — Virginia Vincent
- Incantesimo (serial TV, 2002-2007): Giovanna Medici — Paola Pitagora
- Copilul lui Rosemary (1968): Grace Cardiff — Hanna Landy